# Washington Monument
Le Washington Monument est une tour en forme d'obélisque de plus de 169 mètres de haut, inaugurée le 21 février 1885 en l'honneur de George Washington, le premier président des États-Unis, et est située à Washington, D.C.
Les travaux de construction ont duré presque quarante ans, de 1848 à 1885. À son achèvement, ce monument est devenu, jusqu'à l'érection de la tour Eiffel en 1889, le plus haut monument du monde avec 169 m.

## Architecte
Un concours de dessins a été organisé en 1836. En 1845, le gagnant a été annoncé comme étant l'architecte Robert Mills, soi-disant le premier Américain d'origine à avoir reçu une formation professionnelle en tant qu'architecte. Ce monument a été bâti pour rendre hommage au premier président des États-Unis, George Washington.

## Hauteur
L'obélisque de Washington mesure 169,164 m de haut. Ceci en considérant que le monument mesure 555 pieds de haut et 111 pieds en fondations, pour un total de 666 pieds ou 202,997 mètres.

## Historique

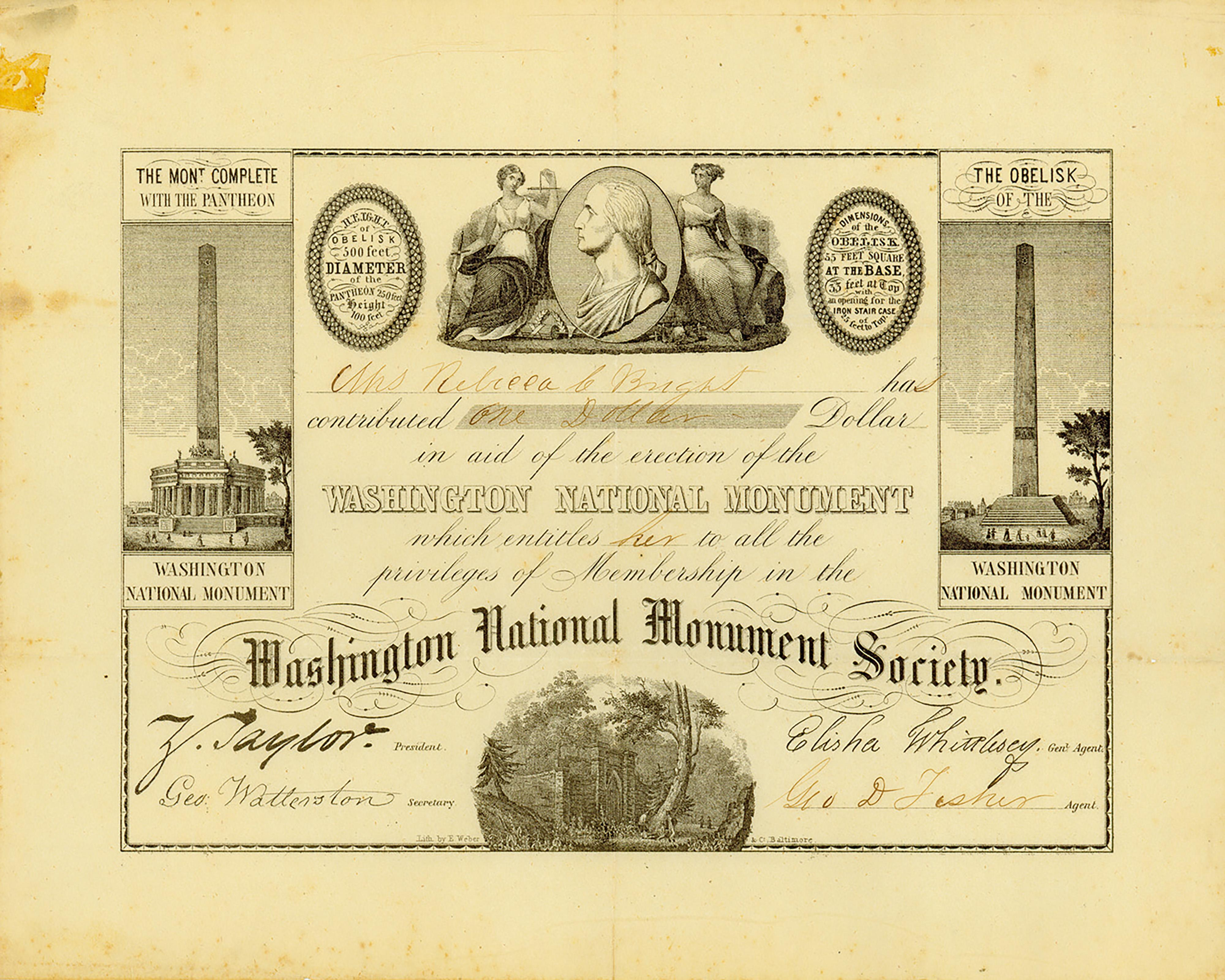
Reçu de don de la Washington National Monument Society.

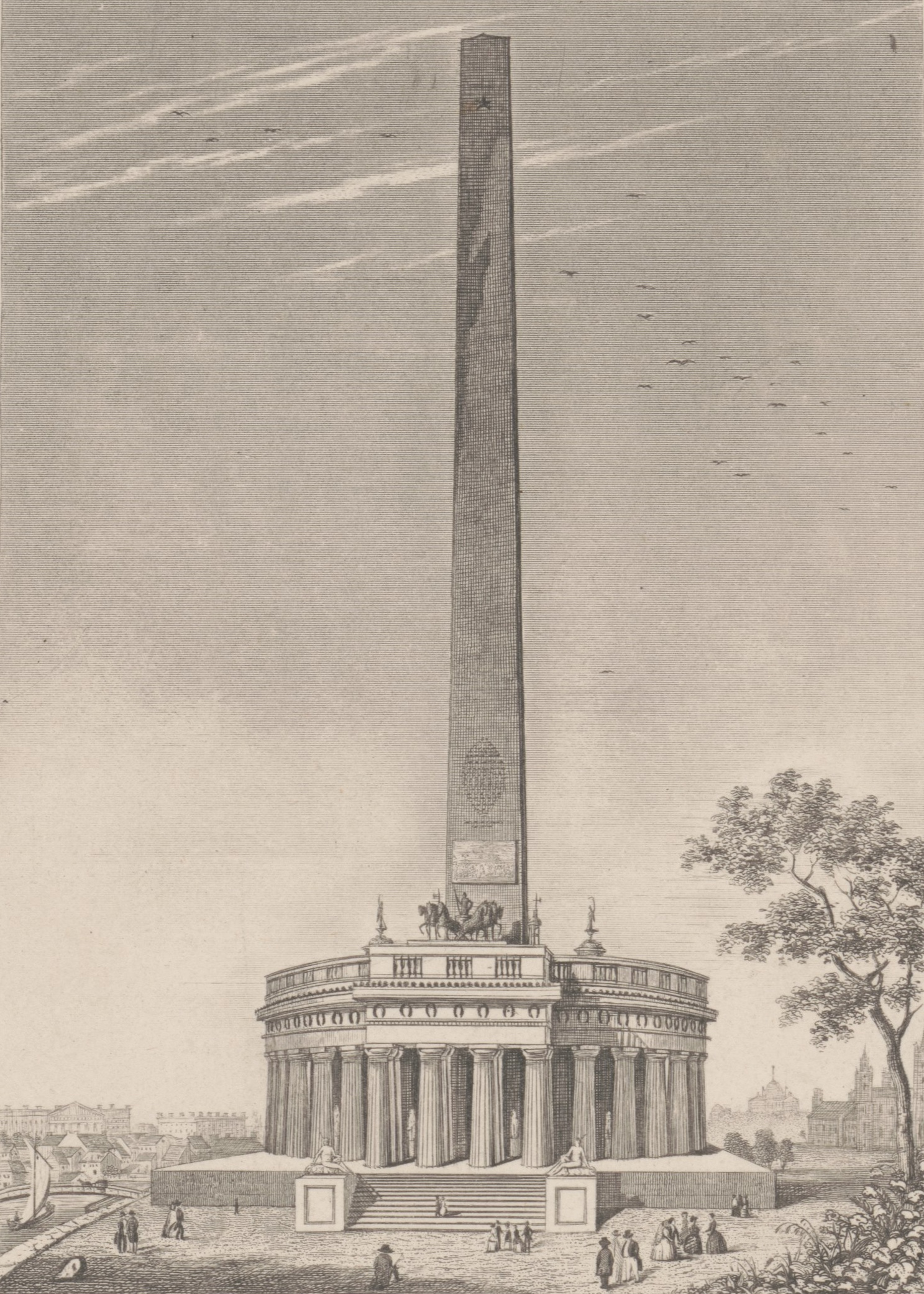
Projet de Robert Mills, amendé.

En septembre 1833, la Washington National Monument Society est créée, entre autres par John Marshall et James Madison, dans le but de réunir des fonds afin de construire un monument en mémoire de George Washington.  En 1836, elle lance un concours afin de décider de la nature du monument, remporté par Robert Mills. En 1847, elle estime avoir récolté suffisamment d'argent pour commencer sa construction.
Le monument devait être situé au croisement entre une ligne partant au sud depuis la Maison-Blanche et une ligne partant à l'ouest du Capitole (à l'emplacement de l'actuel Jefferson Pier (en)). Cependant, le sol à cet endroit n'aurait pas pu supporter la structure. Il se situe à l'extrémité Ouest du National Mall.
La construction commence en 1848, puis s'arrête en 1854, par manque d'argent. Durant cette période, plusieurs pierres commémoratives sont installées, incluant un morceau du Parthénon d'Athènes. L'année suivante, le Congrès décide de fournir de l'argent pour permettre la poursuite des travaux ; cependant cet apport est finalement annulé à cause de l'action de militants du Know Nothing, qui prennent le contrôle de la Washington National Monument Society. Ils l'abandonnent en 1858 ; toutefois, la guerre de Sécession ne permet pas de reprendre les travaux. En 1876, le Congrès décide à nouveau de fournir de l'argent pour continuer les travaux. Cependant, des discussions sur l'allure à donner au monument retardent leur reprise, qui n'a lieu qu'en 1879.
Cet arrêt des travaux entre 1854 et 1879 se manifeste par une différence de couleur entre la partie basse de l'édifice (vers 45 m) et la partie haute.
À l'origine, le monument devait dépasser les 180 m de haut, mais les matériaux utilisés ne permettaient pas une telle hauteur et la base du monument s'effritait sous son propre poids, entraînant des retards dans la construction. Sa taille finale a dû être ainsi revue à la baisse de plus d'une dizaine de mètres. Certains architectes de l'époque ont ainsi considéré ce monument comme un échec technique. Cet échec a aussi marqué le début de recherches plus approfondies sur les constructions en acier. La construction actuelle dépasse les 169 mètres de hauteur.
Le bâtiment est inauguré le 21 février 1885, et ouvert au public en 1888.

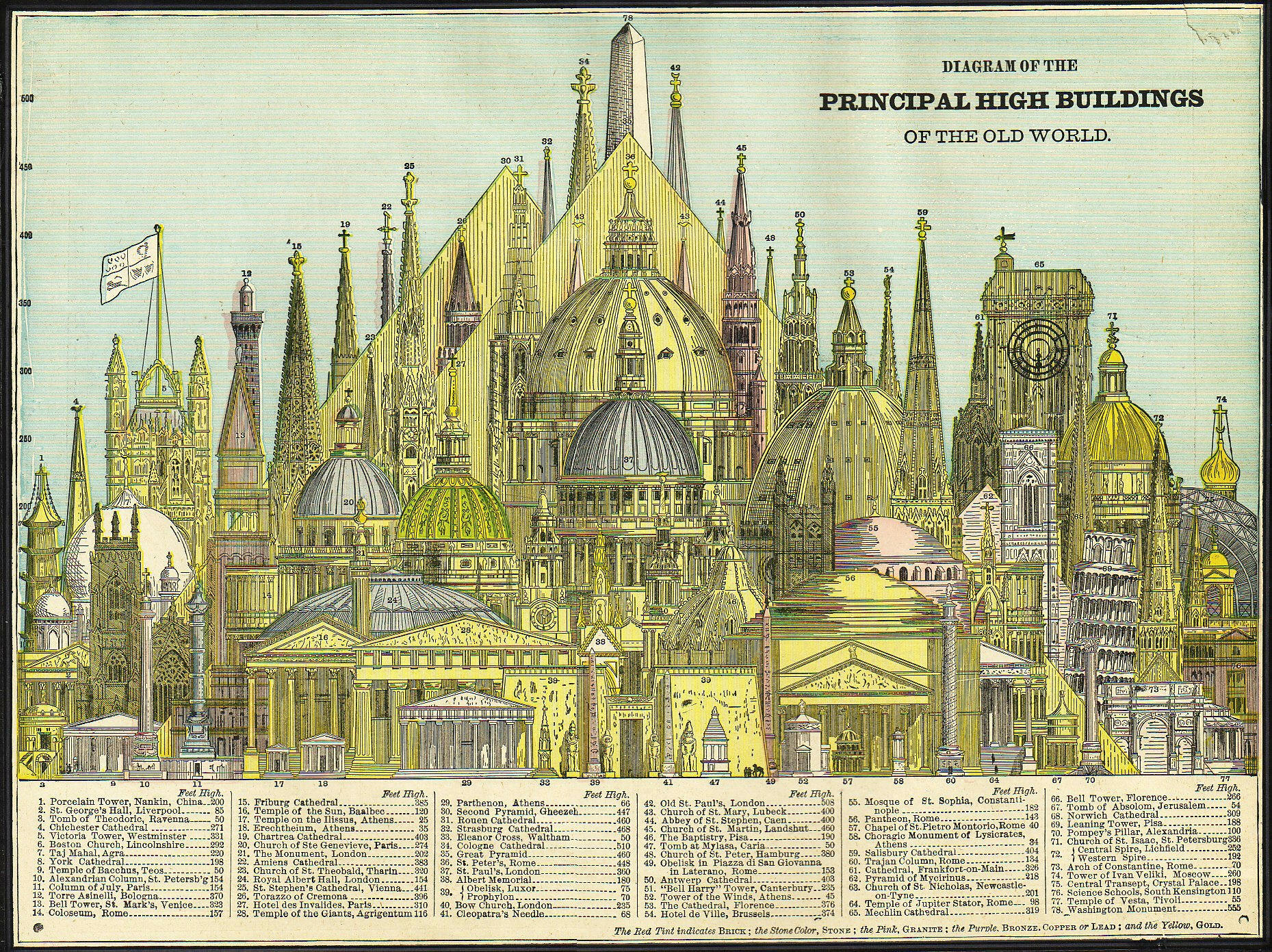
Les plus hauts monuments du monde en 1884.

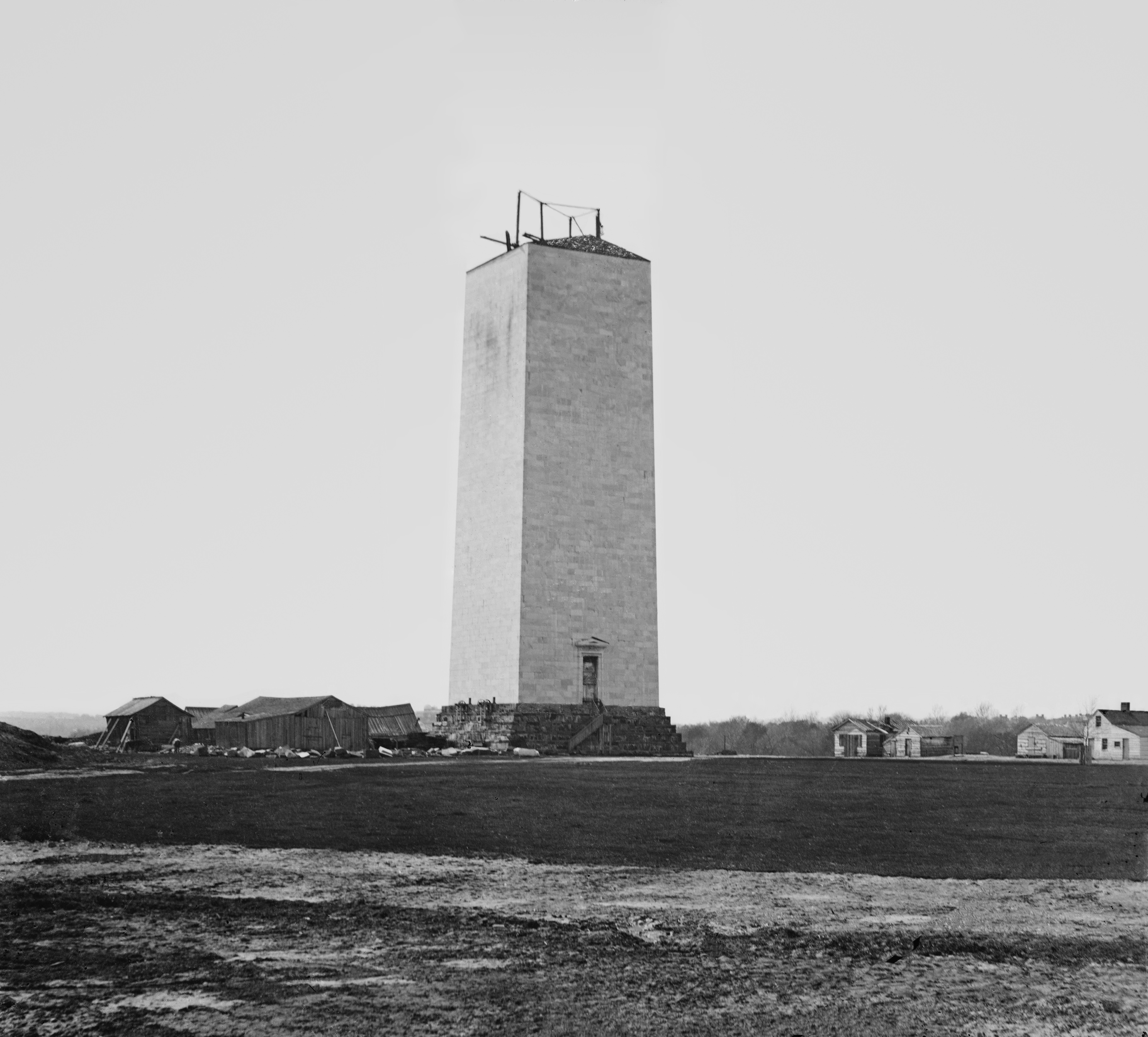
Le monument pendant l'arrêt des travaux, vers 1860.

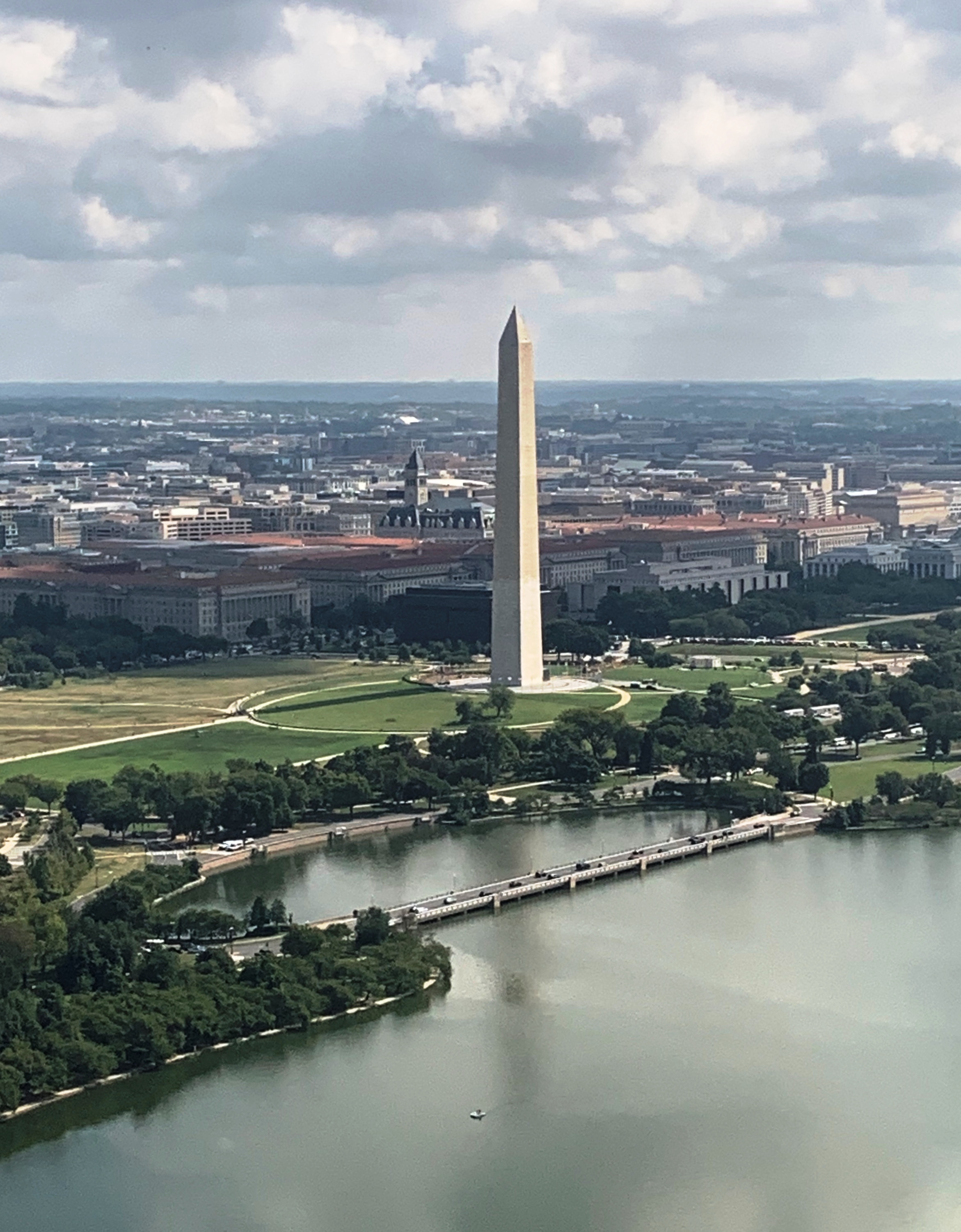
Vue depuis les airs en août 2019.

Il est, jusqu'à l'érection de la tour Eiffel en 1889, le plus grand monument du monde avec 169 m.
En 1897, l'obélisque de pierre résiste à une secousse sismique de 5,9, qui conduit tout de même à sa fermeture temporaire.
Le bâtiment bénéficie entre 1996 et 2000 d'une restauration commandité par Target Corporation,.
En août 2011, le séisme en Virginie endommage légèrement le bâtiment (flaques d'eau de pluie dans les cages d'escalier et ascenseurs au ralenti). Les travaux de rénovation commencent fin octobre 2012 et durent 32 mois, pour un montant total de 15 millions de dollars,.

## Le monument dans la capitale et ailleurs
La hauteur des constructions de la capitale n'a jamais été limitée en fonction de la hauteur du Washington Monument, ni même en fonction de celle du dôme du Capitole (culminant à 87 mètres), mais en vertu d'une loi de 1910 limitant la hauteur des bâtiments à la largeur de la rue adjacente plus 20 pieds (6,1 mètres).
D'autres monuments sont aussi appelés Washington Monument en l'honneur de George Washington, à Baltimore et Annapolis, dans le Maryland.

## Dans la culture populaire
Au cinéma, le Washington Monument est détruit dans les films catastrophes Les soucoupes volantes attaquent (1956), Mars Attacks! (1996) et La Chute de la Maison-Blanche (2013). Dans L'Âge de cristal, il est en partie recouvert par la végétation. La dernière scène de Jason Bourne (2016) se déroule à proximité. Il figure aussi dans une des scènes du film Spider-Man: Homecoming de 2017.
À la télévision, il est détruit dans l'épisode 15 de la première saison de la série The Event. Il apparaît également dans la saison 3 de The Handmaid's Tale : La Servante écarlate, où la théocratie de Gilead, qui a remplacé les États-Unis, l'a transformé en gigantesque croix en y rajoutant de grandes planches à l'horizontale.
Dans Les Simpson, le monument est un projet scolaire de construction proposé par Bart Simpson dans l'épisode 18 de la saison 20. Sa forme phallique sera exploitée dans Futurama, où il est représenté dans le futur à côté d'un Clinton Monument, obélisque deux fois plus haut et plus imposant. Dans le générique de la série Cory est dans la place, le héros superpose le monument avec une baguette de batterie : l'illusion est parfaite, plusieurs autres monuments sont ainsi mis en avant. 
Dans la littérature, dans la continuité du Capitole des États-Unis, l'obélisque est un lieu important où le professeur Robert Langdon découvre les mystères de la franc-maçonnerie dans le roman Le Symbole perdu. Une scène du roman Le Complot contre l'Amérique de Philip Roth (2004) s'y déroule également, ainsi que dans son adaptation en série-télévisée (2020, épisode 3).
Dans les jeux vidéo, il est très présent : Fallout 3 (2008), Splinter Cell: Conviction (2010), Resident Evil 6 (2012), ainsi que dans Call of Duty: Modern Warfare 2 (2009). Dans Modern Warfare 2, la structure est partiellement détruite par une invasion russe.